# Nito Mestre Y Los Desconocidos De Siempre I
Nito Mestre Y Los Desconocidos De Siempre I (o conocido solamente como Nito Mestre Y Los Desconocidos De Siempre) es el primer álbum de estudio de la banda homónima liderada por Nito Mestre publicado en 1977.

## Historia
El disco es fundamentalmente un trabajo de folk-acústico. Salvo en Tema de Goro, (tema compuesto por Rodolfo Gorosito) en una veta más rockera. Este disco cuenta con la canción Fabricante de Mentiras compuesta por Charly García mientras estaba junto a Nito en Sui Géneris y presentada por primera vez en el álbum en vivo, Adiós Sui Géneris Vol. III., además de una versión de «Y las aves vuelan» de León Gieco.

## Lista de Canciones
| N.º | Canción                           | Escritores                    | Duración |
| --- | --------------------------------- | ----------------------------- | -------- |
| 1   | Y Las Aves Vuelan                 | León Gieco, Nito Mestre       | 4:22     |
| 2   | El Tiempo Para Descubrir El Mal   | Nito Mestre                   | 3:54     |
| 3   | Tema De Goro                      | Rodolfo Gorosito              | 6:13     |
| 4   | Juego De Voces                    | Nito Mestre                   | 4:12     |
| 5   | Mientras No Tenga Miedo De Hablar | Maria Rosa Yorio, Nito Mestre | 3:05     |
| 6   | Fabricante De Mentiras            | Charly García                 | 5:14     |
| 7   | Los Días De Marzo                 | Leo Sujatovich, Nito Mestre   | 3:23     |
| 8   | Finalmente Nos Dejaron Esperando  | Nito Mestre                   | 5:48     |

## Integrantes
- Nito Mestre: Guitarra, flauta y voz
- Alfredo Toth: Bajo y voz
- Osvaldo Calo: Teclados
- Francisco Pratti: Batería
- María Rosa Yorio: Voz
- Rodolfo Gorosito: Guitarra